# 腫頭副獅子魚
腫頭副獅子魚，為輻鰭魚綱鮋形目杜父魚亞目獅子魚科的其中一種。分布於北太平洋區白令海至美國加州南部海域，棲息深度294-1800公尺，體長可達8.2公分，為深海底棲性魚類，屬肉食性，生活習性不明。

## 擴展閱讀
維基物種上的相關：腫頭副獅子魚